# HD 199684
HD 199684，又名CD-3614530，SAO 212608、HR 8031，是一颗恒星，视星等为6.11，位于銀經7.25，銀緯-40.63，其B1900.0坐标为赤經20h 53m 41s，赤緯-36° -40.63′ 59″。